# Сила (газета)
«Сила» — прорадянський тижневик у Львові, виходив з 2 січня 1930 року до 25 вересня 1932 (153 випуски), з місячними додатками «Масовий Театр» (редактор — П. Козланюк) й «Ілюстровані Вісті» (1931); редактор — Р. Сказинський. Припинений польською владою.